# マイク・デュプリー
マイケル・デニス・デュプリー（Michael Dennis Dupree , 1953年5月29日 - ）は、アメリカ合衆国カリフォルニア州フレズノ出身の元プロ野球選手（外野手）。

## 経歴
フレズノ市立大から1973年1月のMLBドラフト4巡目でサンディエゴ・パドレスに入団。1975年、傘下AA級で外野手として117試合出場したほか、投手としても14試合に登板し5勝を挙げた。翌1976年、投手でメジャーデビューを果たし、12試合に登板している。1977年からの3年間は傘下AAA級で投手兼野手としてプレーした。
1980年、駐米スカウトの平山智に「打撃に多少難はあるが足と肩は見るべきものがある」と外野手として見い出され広島東洋カープに入団。春季キャンプでは「打てない、守れない」と評され、首脳陣からは「打者で使えないなら、かつての経験を買ってリリーフ投手に使えるかもしれん」との声も出ていた。
しかし、3月15日の西宮球場での阪急とのオープン戦に初出場すると、外国人選手が苦手とされる下手投げの山田久志に対しファウルで粘った後、7球目を中前安打。当たり損ねではあったが古葉竹識監督はこれを見て「実践向きの打者」と評価した。そして、7番・左翼として出場した4月5日の阪神タイガースとの開幕戦では、6対6の同点で迎えた9回表二死一・二塁の場面で竹之内雅史の左前安打を本塁へダイレクトへ返球し、俊足で知られる走者の島野育夫を刺す超美技を見せると、その裏には先頭打者として工藤一彦から1号サヨナラ本塁打を放ち、上々のスタートを果たした。これ以降、山本浩二、ジム・ライトルとともに鉄壁の外野を形成。127試合に出場し、失策0という安定した守備を見せたほか、内野手を中継せず直接走者を補殺するプレー（今日言われるところのレーザービーム）をたびたび披露。打撃では、バッターボックスにてせわしなくバットを回したり構え直したりする仕草が特徴的だった。同年のチームの3度目のリーグ優勝、2度目の日本一に貢献。外国人選手としては長打力に欠けた面があり、この年限りで退団となった。
日本プロ野球界にて、試合が雨天中断ないし中止となった際に、選手が水浸しとなったグラウンドを一周して本塁へヘッドスライディングする「雨中パフォーマンス」の先鞭をつけたとされる。1980年7月15日の神宮球場での対ヤクルト14回戦の試合前、降雨の中をホームプレート付近に敷かれたマットの上にスライディングするパフォーマンスを演じた。試合開始が降雨により遅れたため、ベンチで待機中だった古葉竹識監督と山本浩二ら5人が「雨の中をベースで一周して、本塁へヘッドスライディングしたものに賞金を出す」と募ったところ、デュプリーが名乗り出た。デュプリーはバットを持ってバッターボックスに立ち、本塁打を打つ真似をしたスイングをすると、ベースを全力で一周し、三塁を回ったところで立ち止まり打球を確認する仕草をした後、本塁へヘッドスライディングした。デュプリーはこれで5人が一人当たり5千円を拠出した2万5千円の「賞金」を得た。

## 詳細情報

### 年度別投手成績
| 年 度     | 球 団     | 登 板 | 先 発 | 完 投 | 完 封 | 無 四 球 | 勝 利 | 敗 戦 | セ 丨 ブ | ホ 丨 ル ド | 勝 率 | 打 者 | 投 球 回 | 被 安 打 | 被 本 塁 打 | 与 四 球 | 敬 遠 | 与 死 球 | 奪 三 振 | 暴 投 | ボ 丨 ク | 失 点 | 自 責 点 | 防 御 率 | W H I P |
| --------- | --------- | ----- | ----- | ----- | ----- | -------- | ----- | ----- | -------- | ----------- | ----- | ----- | -------- | -------- | ----------- | -------- | ----- | -------- | -------- | ----- | -------- | ----- | -------- | -------- | ------- |
| 1976      | SD        | 12    | 0     | 0     | 0     | 0        | 0     | 0     | 0        | --          | ----  | 71    | 15.2     | 18       | 4           | 7        | 0     | 0        | 5        | 1     | 2        | 17    | 16       | 9.19     | 1.60    |
| 通算：1年 | 通算：1年 | 12    | 0     | 0     | 0     | 0        | 0     | 0     | 0        | --          | ----  | 71    | 15.2     | 18       | 4           | 7        | 0     | 0        | 5        | 1     | 2        | 17    | 16       | 9.19     | 1.60    |

### 年度別打撃成績
| 年 度     | 球 団     | 試 合 | 打 席 | 打 数 | 得 点 | 安 打 | 二 塁 打 | 三 塁 打 | 本 塁 打 | 塁 打 | 打 点 | 盗 塁 | 盗 塁 死 | 犠 打 | 犠 飛 | 四 球 | 敬 遠 | 死 球 | 三 振 | 併 殺 打 | 打 率 | 出 塁 率 | 長 打 率 | O P S |
| --------- | --------- | ----- | ----- | ----- | ----- | ----- | -------- | -------- | -------- | ----- | ----- | ----- | -------- | ----- | ----- | ----- | ----- | ----- | ----- | -------- | ----- | -------- | -------- | ----- |
| 1980      | 広島      | 127   | 487   | 459   | 37    | 122   | 21       | 3        | 10       | 179   | 40    | 0     | 2        | 3     | 5     | 17    | 0     | 3     | 60    | 14       | .266  | .293     | .390     | .683  |
| 通算：1年 | 通算：1年 | 127   | 487   | 459   | 37    | 122   | 21       | 3        | 10       | 179   | 40    | 0     | 2        | 3     | 5     | 17    | 0     | 3     | 60    | 14       | .266  | .293     | .390     | .683  |

### 記録
NPB
- 初出場・初先発出場：1980年4月5日、対阪神タイガース1回戦（広島市民球場）、7番・左翼手として先発出場
- 初安打・初本塁打・初打点：同上、9回裏に工藤一彦から右中間へサヨナラソロ

### 背番号
- 43 （1976年）
- 5 （1980年）